# Micromacromia flava
Micromacromia flava é uma espécie de libelinha da família Libellulidae. 
Pode ser encontrada nos seguintes países: Angola e Zâmbia. 